# Elaphoglossum pachydermum
Elaphoglossum pachydermum är en träjonväxtart som först beskrevs av Fée, och fick sitt nu gällande namn av Moore. Elaphoglossum pachydermum ingår i släktet Elaphoglossum och familjen Dryopteridaceae. Inga underarter finns listade.